# 左翼民主纲领
左翼民主纲领（英語：Left Democratic Manch）是印度阿萨姆邦的一个已不存在的左翼政党联盟。该联盟成立于2016年，由11个政党组成。该联盟成立的直接目的是反对印度当局拍卖阿萨姆邦的12个油田。2021年，该联盟解散。

## 成员
- 印度共产党（马克思主义）
- 印度共产党
- 印度共产党（马列）解放
- 全印前进同盟
- 印度革命共产党
- 人民党（世俗）（英语：Janata Dal (Secular)）
- 社会党
- 民族主义大会党（英语：Nationalist Congress Party）
- 普通人党
- 阿萨姆斗争纲领
- 自由民主党[2]